# Mabesseneh
Mabesseneh es una pequeña población situada a unos 2 km de la ciudad de Lunsar en Sierra Leona, en África.

## El hospital
En esta población existe un Hospital General perteneciente a la Orden de los Hermanos de San Juan de Dios (Saint John of God Catholic Hospital) considerado uno de los más importantes del país. El Hospital de Sant Joan de Dèu de Barcelona (España) tiene en marcha, desde 2005, un programa de hermanamiento con él, enviando de forma continuada un médico pediatra y una enfermera con el objetivo de auxiliar en la atención al paciente y colaborar en la formación técnica del personal autóctono.